# Mokrany (obwód miński)
Mokrany (biał. Макраны, Makrany; ros. Мокраны, Mokrany; hist. Mokrany Nowe) – wieś na Białorusi, w obwodzie mińskim, w rejonie kleckim, w sielsowiecie Morocz.

## Historia
W XIX i w początkach XX w. położone były w Rosji, w guberni mińskiej, w powiecie słuckim. Wyznaczona w traktacie ryskim granica polsko-sowiecka podzieliła Mokrany. Mokrany Nowe przypadły Polsce, natomiast Mokrany Stare oraz majątek ziemski (folwark) Mokrany sowietom.
W dwudziestoleciu międzywojennym Mokrany Nowe leżały w Polsce, w województwie nowogródzkim, w powiecie nieświeskim, w gminie Zaostrowiecze. W 1921 miejscowość liczyła 312 mieszkańców, zamieszkałych w 62 budynkach, wyłącznie Białorusinów. 302 mieszkańców było wyznania prawosławnego i 10 mojżeszowego.
Na początku lat 20. mieściła się tutaj placówka 29 Batalionu Celnego.
Po II wojnie światowej w granicach Związku Sowieckiego. Od 1991 w niepodległej Białorusi.